# K-9 (serie de televisión)
K-9 es una serie británico/australiana de comedia/aventuras que se centra en las aventuras del perro-robot K-9 del programa de televisión Doctor Who. El primer episodio se emitió como un anticipo de la serie en Halloween del año 2009 en el canal Disney XD en el Reino Unido e Irlanda. En octubre de 2010, la serie completa comenzó a transmitirse en el canal Network Ten en Australia, Disney XD en el Reino Unido e Irlanda, Escandinavia, Polonia, Italia y los Países Bajos y Disney Channel CEE en Bulgaria, Rumania, Moldavia, Eslovaquia, Hungría y la República Checa.
Se encuentra en desarrollo una segunda temporada de la serie. En el Reino Unido, Canal 5 emite la primera temporada entre diciembre de 2010 y abril de 2011. En EE. UU. el canal Syfy comenzó a transmitir la serie el 25 de diciembre de 2012, inicialmente mediante la difusión de toda la temporada por primera vez en un maratón durante todo el día.

## Localización y personajes principales

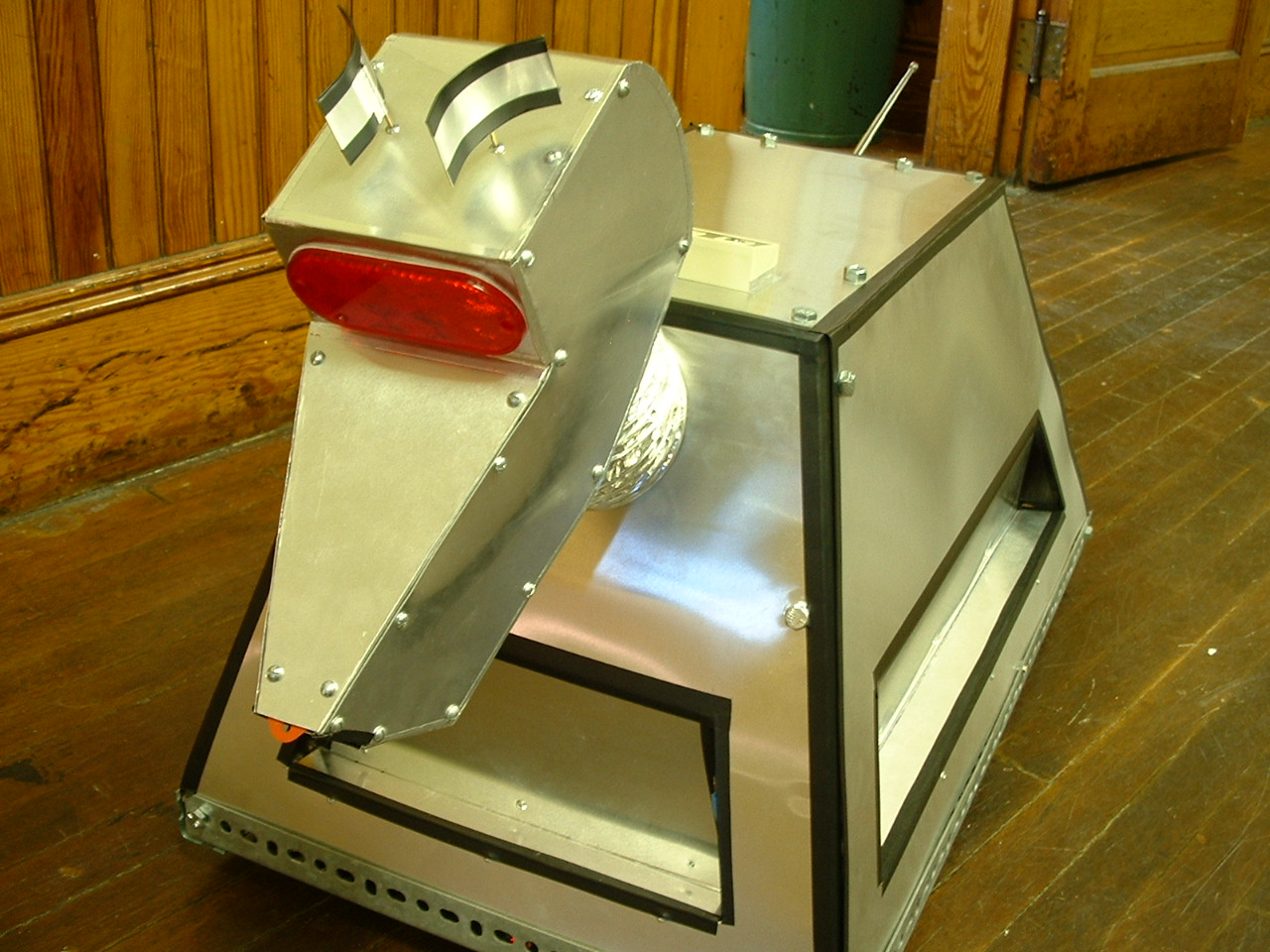
K-9 El Perro Robot

K-9 se encuentra en un futuro cercano, en Londres, con unos jóvenes de unos 14 años de edad llamados Starkey y Jorjie, un científico llamado Gryffen, que está experimentando con un manipulador del espacio-tiempo, y Darious, un joven un poco mimado por el científico, de unos 15 años, que hace los recados para Gryffen, ya que este tiene miedo de salir de su casa. Para proteger a esta gente de unos reptiles que atraviesan después de K-9 el manipulador del espacio-tiempo, K-9 se ve obligado a autodestruirse, pero es capaz de dar instrucciones a Starkey para reconstruir y regenerarse a sí mismo en una forma más avanzada. K-9 y los humanos pasan a formar la primera línea de defensa contra amenazas alienígenas del espacio exterior. El periódico Brisbane Times informa que la serie está ambientada en Londres en el año 2050 y el profesor Gryffen es empleado por una agencia gubernamental clandestina: "El Departamento". El diseño de K-9 es notablemente diferente al que aparece en Doctor Who, porque aunque Bob Baker es el titular de los derechos del personaje K-9, la BBC es la propietaria del diseño original del personaje.

## Episodios de K-9
A día de hoy se han emitido 26 episodios. El primer episodio, titulado "Regeneración", se emitió en Reino Unido el 31 de octubre de 2009, pretendiendo ser un preludio de la emisión de la serie a principios de 2010.

## Conexiones con Doctor Who
Como esta no es una producción de la BBC, las referencias directas a Doctor Who no se les permite legalmente por razones de derechos. Sin embargo, Baker y Tams han confirmado que este K-9 es el original K-9 Modelo I, que apareció en la serie de Doctor Who desde The Invisible Enemy (1977) hasta The Invasion of Time (1978). Este modelo fue visto por última vez en la posesión de Leela en Gallifrey.
En la franquicia de Doctor Who, el Doctor viajó con un modelo diferente de K-9 desde el episodio The Ribos Operation hasta The Warriors' Gate; un tercer modelo (el modelo III) se lo da a Sarah Jane Smith en la serie K-9 and Company y fue destruido en el episodio de la serie de 2005 Reunión escolar, pero lo reparará como el Modelo IV, y a partir de entonces ese modelo aparecerá en el spin-off The Sarah Jane Adventures y ocasionalmente en Doctor Who (El fin del viaje) hasta la cancelación de la serie por la muerte de la actriz principal Elisabeth Sladen en 2011.
En el primer episodio de esta serie, el perro robot está dañado y se somete a una "regeneración" en una forma nueva y más avanzada capaz de volar. Luego explica que la mayor parte de su memoria estaba dañada, ya que no puede recordar al Doctor. En "La Maldición de Anubis", cuando Starkey y Jorjie roban el libro a los Anubians, en el libro hay una serie de dibujos de las criaturas que los Anubians han esclavizado, entre los que se incluyen a un demonio del mar (vistos en The Sea Devils y Warriors of the Deep), un mandril (vistos en Nightmare of Eden) y un Alpha Centauran (vistos en The Curse of Peladon y The Monster of Peladon). Mientras K-9 y el profesor realizan pruebas de diagnóstico en la unidad de memoria dañada de K-9, en el episodio 1, "Regeneración", K-9 interpreta tres notas de la sintonía de Doctor Who, pero no puede identificar la música.